# Willy Bischof
Willy Bischof (* 28. Januar 1945 in St. Gallen; † 23. Dezember 2019 in Zürich) war ein Schweizer Radiojournalist und Jazzpianist.

## Leben
Nach der Matura Typus A und dem Primarlehrerpatent studierte Bischof von 1965 bis 1967 an der Musikakademie Zürich. Von 1970 bis 1973 studierte er Musikwissenschaft, Soziologie und Journalistik an der Universität Bern. Seit 1969 war er beim Schweizer Radio DRS tätig, zunächst als Redaktor, dann als Musikchef (DRS 1 1978–1983, DRS 3 1983–1988), dabei zuständig für alle Arten von Unterhaltungsmusik. Von 1988 bis 1992 leitete er die Jazz-Redaktion und wirkte danach als verantwortlicher Redakteur und Moderator der Sendungen Apéro (DRS 2) und Jazztime/Jazz Classics (DRS 1). 
Bischof spielte daneben als Musiker bei der Gruppe S & L Ltd., aus der das Willy Bischof Quartett hervorging. Dann gründete er mit Peter Candiotto, Christian Geiser und Marc Hellman die Jazzrockgruppe «Tetragon», die in der zweiten Hälfte der 70er Jahre zu den erfolgreichsten Schweizer Formationen zählte. Ab 1978 war er mit Musikern wie Pierre Cavalli, Kurt Weil, John Ward, Raymond Droz und Thomas Moeckel tätig und daneben auch in der Unterhaltungsmusik aktiv. Nach einer beruflich bedingten Pause ab 1985 konzertierte er erst wieder ab 1991. Im Mittelpunkt stand dabei zwischen 1994 und 2001 das Willy Bischof Jazztet feat. Hazy Osterwald und Willy Schmid. 2005 ging er in Frühpension, um sich auf das Musikmachen zu konzentrieren. Dabei hat er sich auf das Solospiel und die Arbeit im schlagzeuglosen Trio (mit dem Gitarristen Bill von Arx und dem Bassisten Beat Ramseier bzw. Roman Dyląg) konzentriert; daneben trat in der letzten Zeit Triple Sax mit den Saxophonisten Bruno Spoerri, Ernst Gerber und Mario Schneeberger.

## Auszeichnungen
Bischof erhielt 1988 den Zürcher Radiopreis. 1998 wurde er für die Sendung Apéro mit dem Prix Walo geehrt.

## Diskografie
- Tetragon Live at Montreux (LP Phonogram 1977)
- Willy Bischof Jazztet: Swiss Air (Jazz Connaisseur 1995)
- Willy Bischof: A Pianist In Paris – The Great French Songbook (Aktiv 2004)